# Route nationale 115 (Italie)
Pour les articles homonymes, voir Route nationale 115.
La route nationale 115 (SS 115, Strada statale 115 ou Strada statale "Sud Occidentale Sicula") est une route nationale d'Italie, située en Sicile, elle relie Trapani à Syracuse sur une longueur de 383,2 km.

## Parcours

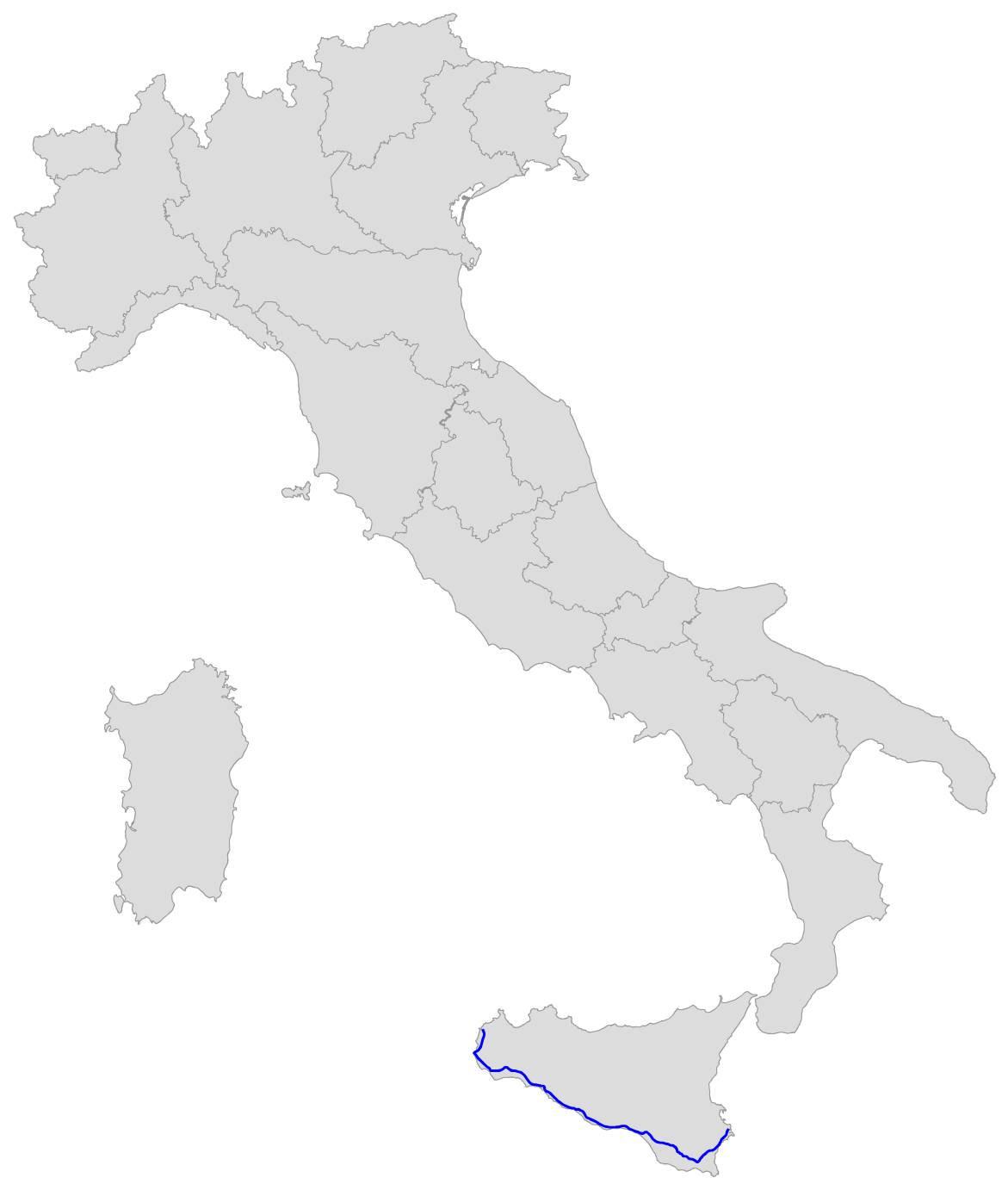
Parcours de la SS 115.